# Jacopo di Paolo

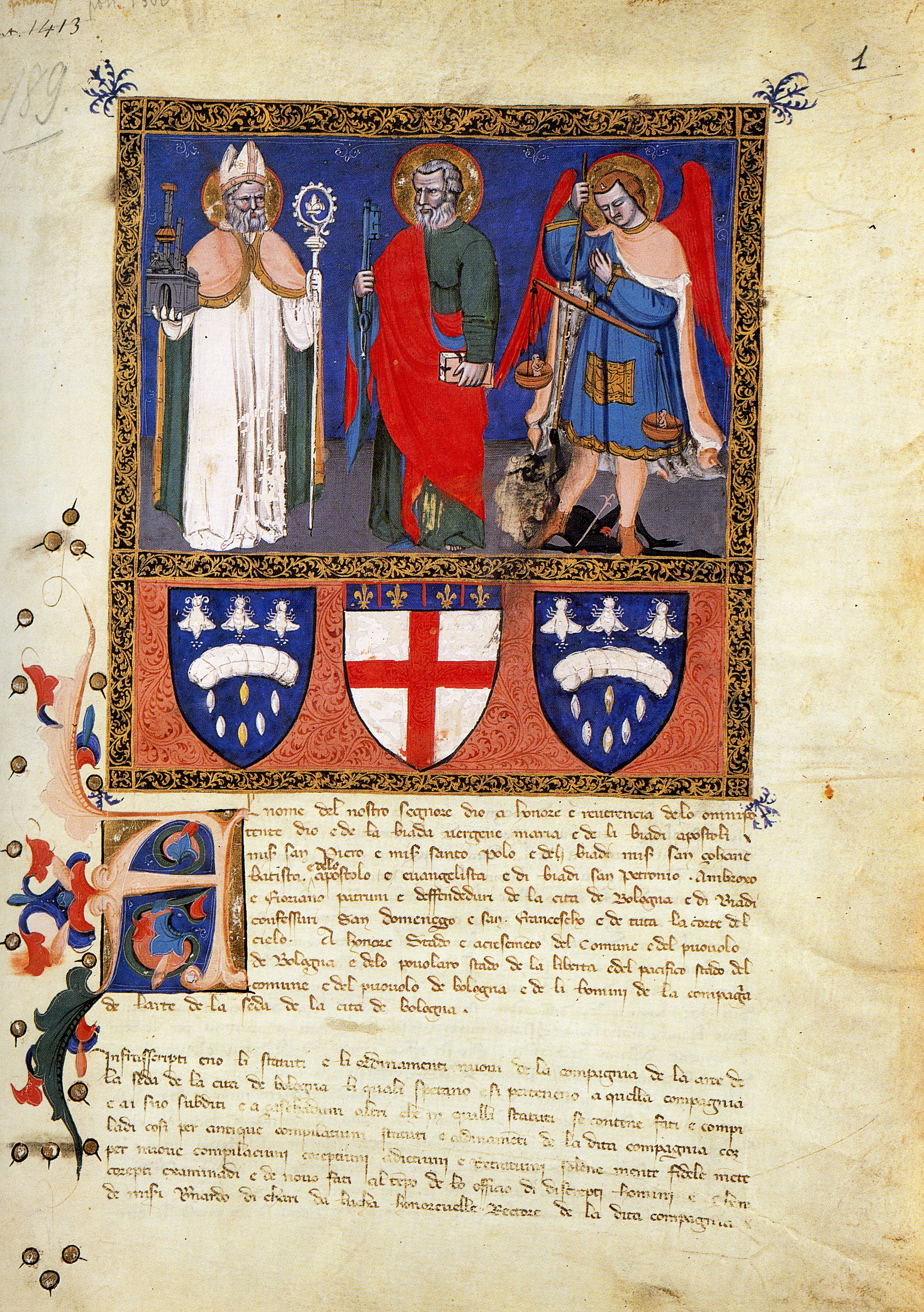
Jacopo di Paolo. Statuti dell'Arte della Seta, 1380 ca, Bologna, Archivio di Stato

Jacopo di Paolo (1345 circa – 1430 circa) è stato un pittore e miniatore italiano attivo a Bologna nel XIV e XV secolo.

## Biografia
Nato intorno al 1345, è ampiamente documentato dal 1371 al 1429. Nulla si sa del padre, mentre è certo che fosse nipote del miniatore Nicolò di Giacomo: una parentela che spiega l'attività di miniatore da lui a più riprese praticata nel corso della sua carriera.
Già affermato nel 1371, quando compare come teste in casa del pittore Simone di Filippo, ebbe diversi figli di cui tre (Paolo, Pietro ed Orazio) furono anch'essi pittori.

## Gli esordi
I suoi esordi si colgono nella decorazione della chiesa di Santa Maria di Mezzaratta a Bologna, dove gli spettano due Storie di Mosè, eseguite forse sulla base di idee di Jacopo Avanzi. Dallo stile neogiottesco di questi Jacopo parte per la messa a punto della propria cifra espressiva, che si arricchisce di umori caricaturali per influenza di Simone di Filippo.

## Jacopo di Paolo e il ruolo svolto a Bologna
L'importante ruolo svolto dal pittore a Bologna è confermato dalla sua presenza nel prestigioso cantiere di San Petronio, avviato nel 1390 dall'architetto Antonio di Vincenzo. Dopo aver fornito i disegni per le sculture nel basamento della facciata, lavora nella cappella dei Magi, di proprietà di Bartolomeo Bolognini, per la quale predispone i cartoni per le vetrate (1406-1407 c.) e progetta il polittico ligneo eseguito entro il 1410 in collaborazione con una bottega di scultori (i Da Baiso). È altresì probabile che nel cantiere petroniano egli abbia acquisito capacità non solo pittoriche, come testimonia l'incarico (1425) di dorare la cupola del campanile di San Pietro, per la quale egli fornisce indicazioni sulla costruzione dei ponteggi.
La sterzata gotica inferta alla pittura locale dall'esordio di Giovanni da Modena, autore degli affreschi nella cappella dei Magi, lo induce a un timido aggiornamento; ma la sua produzione tarda è di qualità disomogenea. Muore presumibilmente tra il 1429 e il 1430.

## Altre immagini

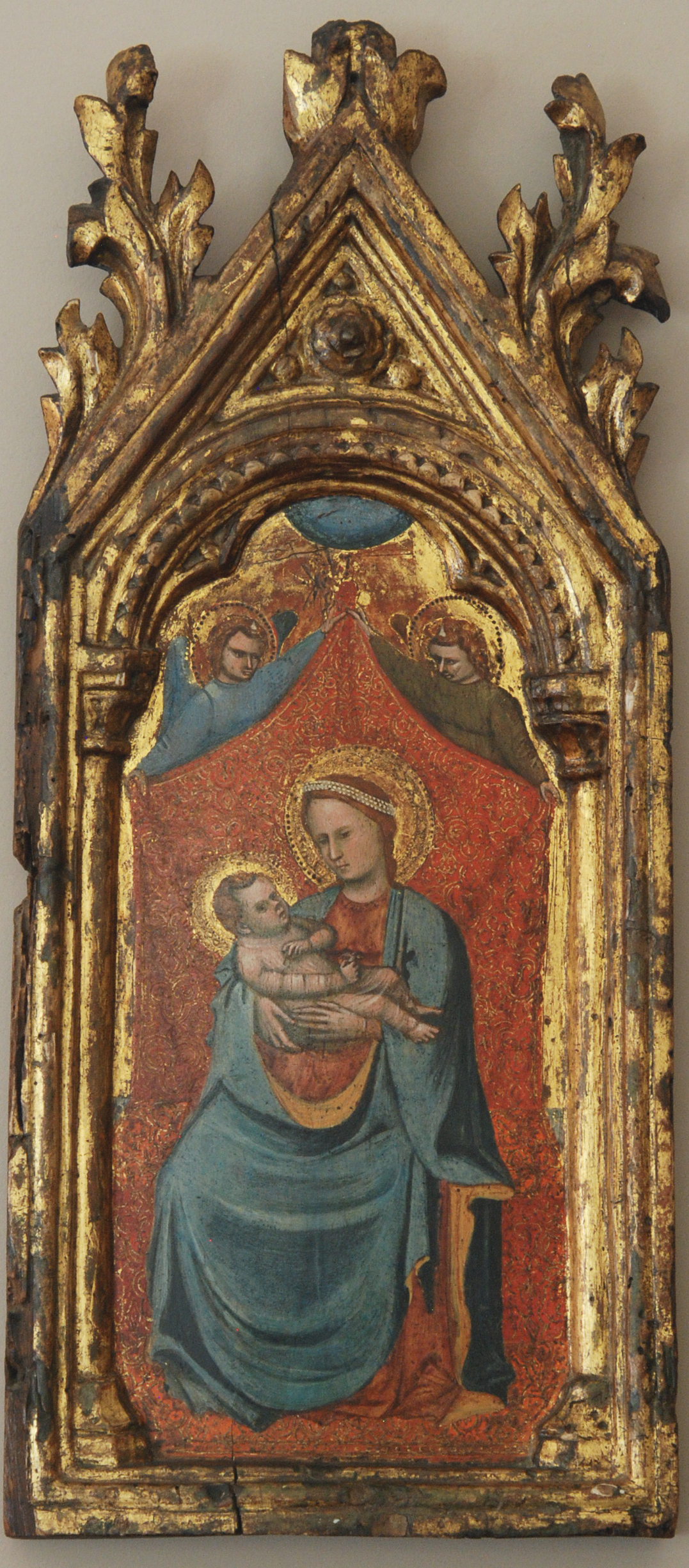
Jacopo di Paolo. Madonna col Bambino in trono, 1370-1380, tempera e oro su tavola – Collezione privata, deposito presso i Musei Civici d'Arte Antica di Bologna
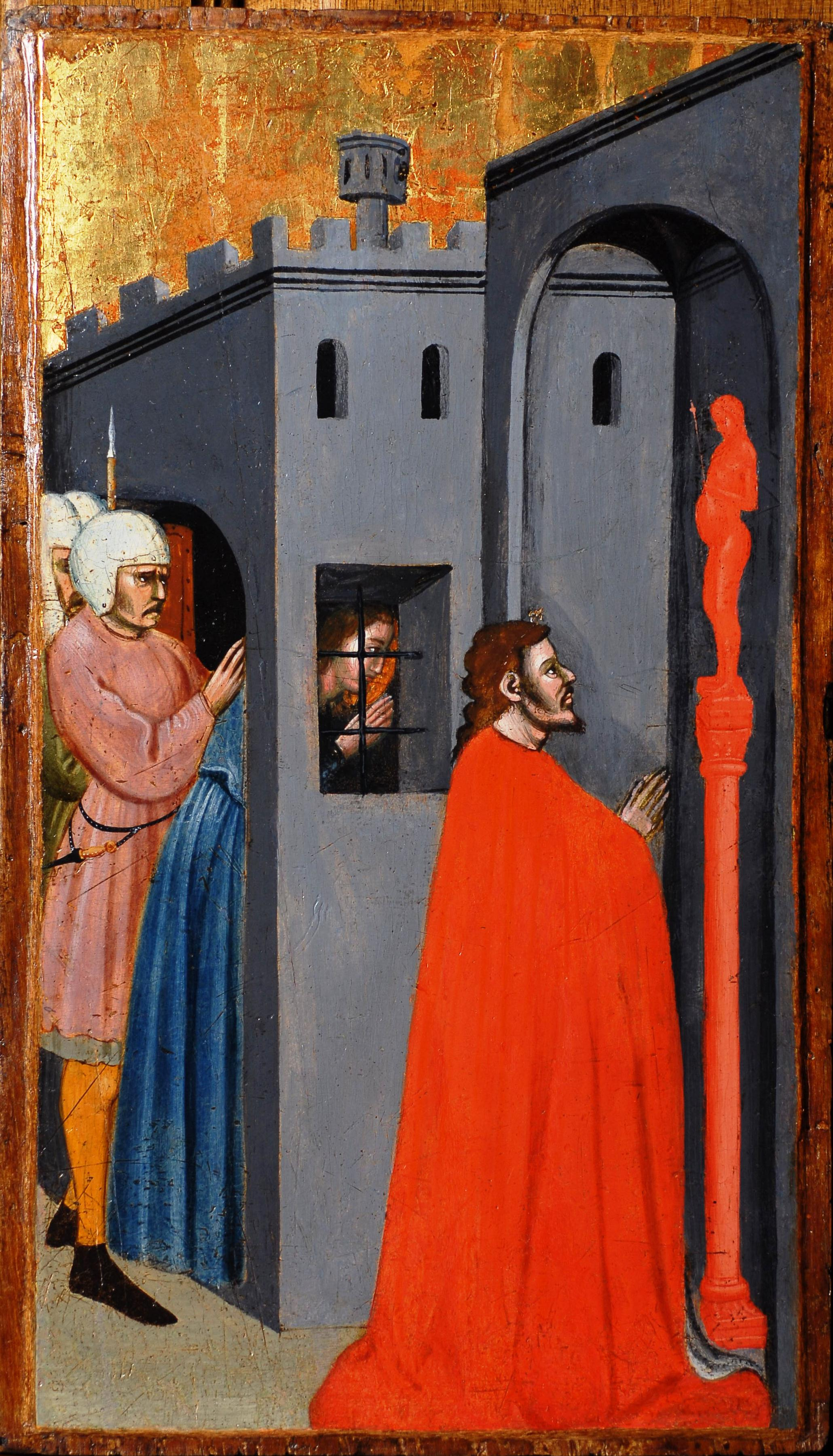
Jacopo di Paolo. Santa Margherita viene imprigionata mentre Olibrio venera gli idoli,1370-1380, tempera e oro su tavola – Londra, Firenze, Galleria Moretti
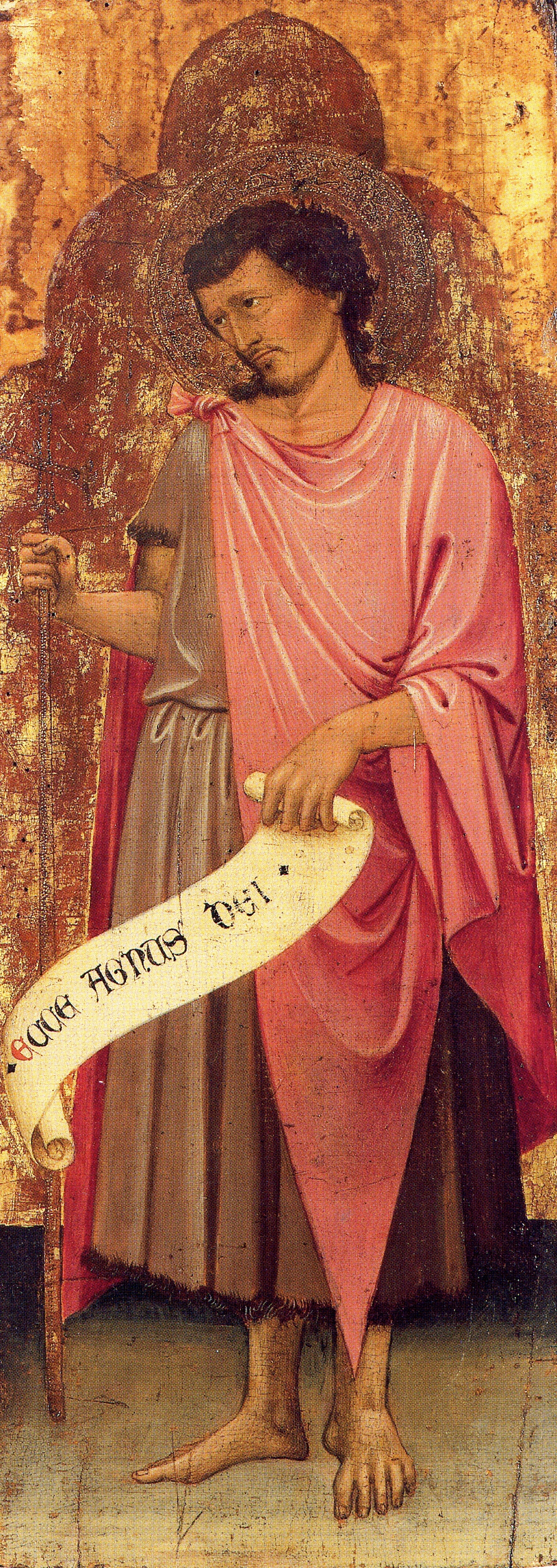
Jacopo di Paolo. San Giovanni Battista, 1380 circa, tempera e oro su tavola – Bologna, collezione privata; deposito presso il Museo Davia Bargellini
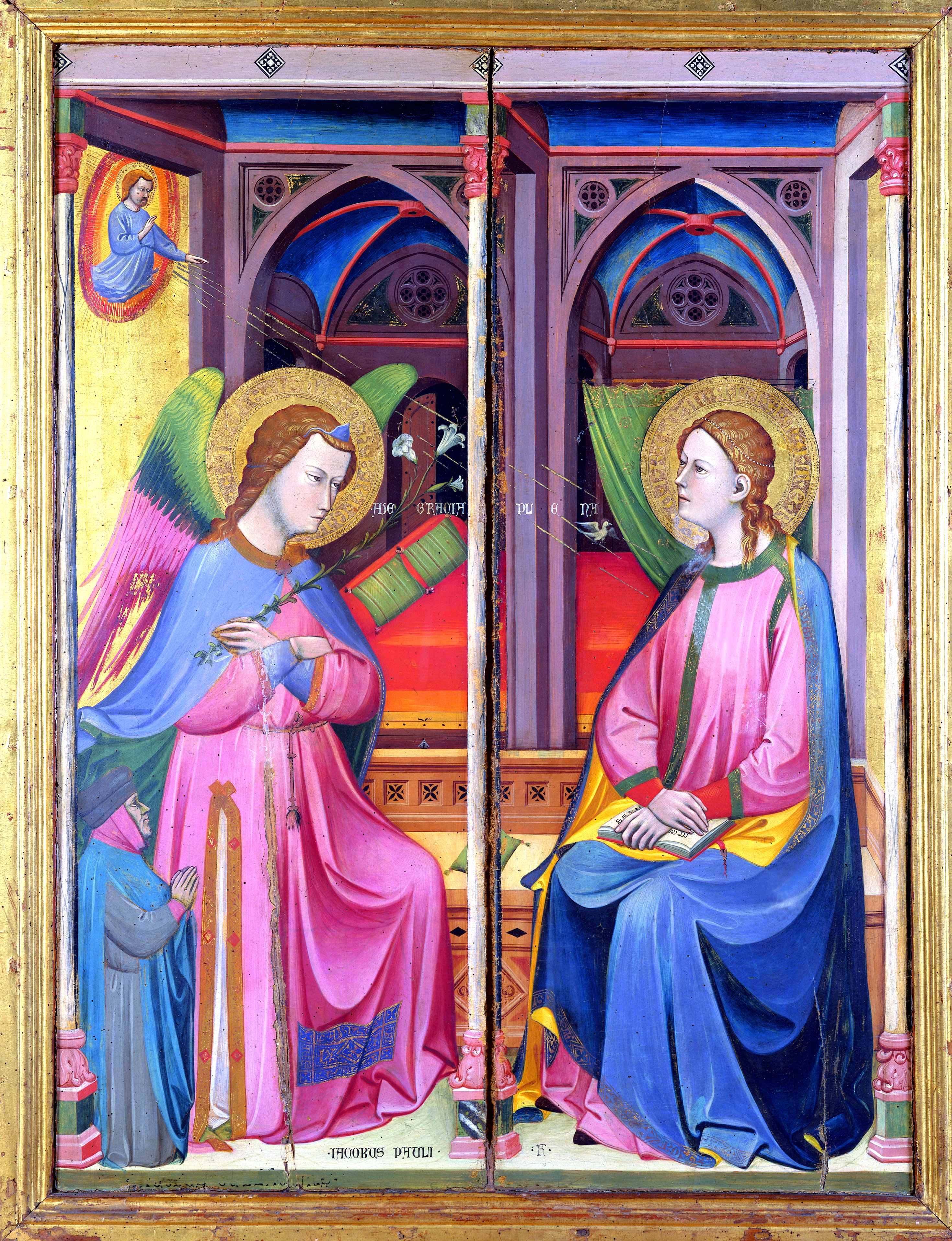
Jacopo di Paolo. L'Annunciazione, 1390-1400, tempera e oro su tavola – Bologna, Collezioni Comunali d'Arte

### Studi su Jacopo di Paolo
- F. Filippini, G. Zucchini, Miniatori e pittori a Bologna. Documenti del secolo XV, Roma, 1968.
- A. Conti Jacopo di Paolo in P.G. Castagnoli, A. Conti, M. Ferretti, C. Gnudi (a cura di), Pittura bolognese del '300. Scritti di Francesco Arcangeli, Bologna, 1978, pp. 240–248.
- M. Medica, Per una storia della miniatura a Bologna tra Tre e Quattrocento. Appunti e considerazioni, in R. D'Amico e R. Grandi (a cura di), Il tramonto del Medioevo a Bologna. Il cantiere di San Petronio, catalogo mostra, Bologna, 1987, pp. 161–229, ISBN 88-7779-021-0
- R. D'Amico e R. Grandi, Il polittico Bolognini, in R. D'Amico e R. Grandi (a cura di), Il tramonto del Medioevo a Bologna. Il cantiere di San Petronio, catalogo mostra, Bologna, 1987, pp. 279–295, ISBN 88-7779-021-0.
- S. Skerl Del Conte, Vitale da Bologna e la sua bottega nella chiesa di S. Apollonia a Mezzaratta, Bologna, 1993, ISBN 88-7779-386-4.
- M. Medica (a cura di), Haec sunt statuta. Le corporazioni medioevali nelle miniature bolognesi, Catalogo della mostra tenuta alla Rocca di Vignola 27 marzo-11 luglio 1999, Modena, 1999, ISBN 88-8290-024-X.
- M. Medica, Un S. Giovanni Battista di Jacopo di Paolo in F. Lui, M. Medica, E. Riccomini, Due santi e una musa: tre importanti opere bolognesi acquisite dai Musei civici d'Arte Antica, catalogo della mostra, Bologna, 2001.
- F. Massaccesi, Francesco Arcangeli nell'officina bolognese di Longhi. La tesi su Jacopo di Paolo, 1937, Milano, 2011, ISBN 978-88-366-2248-1
- D. Benati, M. Medica (a cura di), Simone e Jacopo. Due pittori bolognesi al tramonto del Medioevo, Catalogo della mostra tenuta al Museo Civico Medievale di Bologna 24 nov. 2012 - 3 mar. 2013, Bologna Ferrara, 2012, ISBN 978-88-95062-82-2